# Hippeastrum papilio
Hippeastrum papilio là một loài thực vật có hoa trong họ Amaryllidaceae. Loài này được (Ravenna) Van Scheepen mô tả khoa học đầu tiên năm 1997.

## Hình ảnh

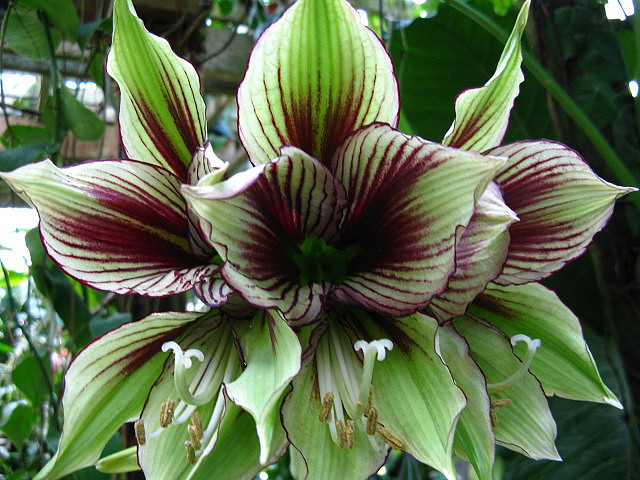
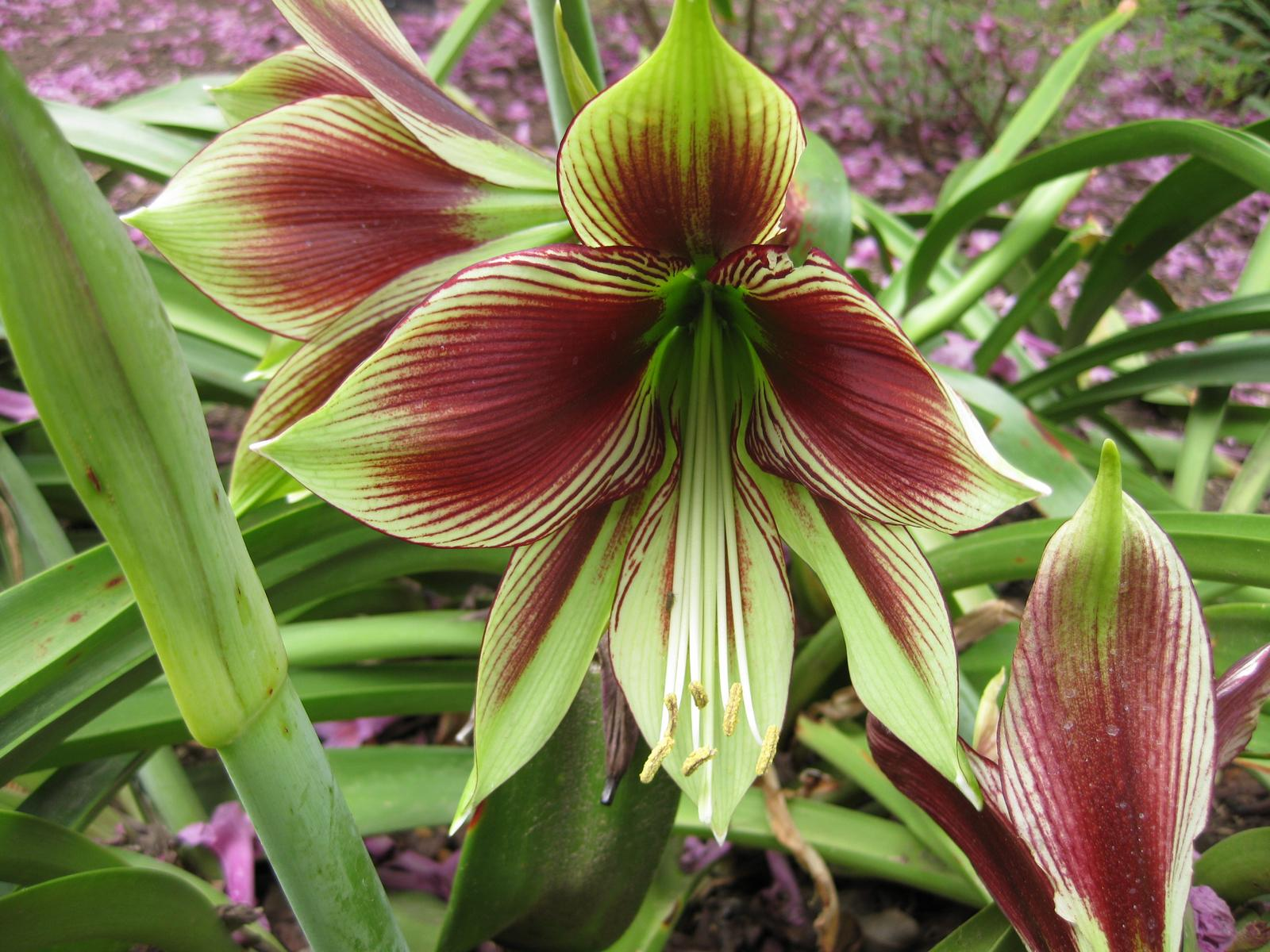
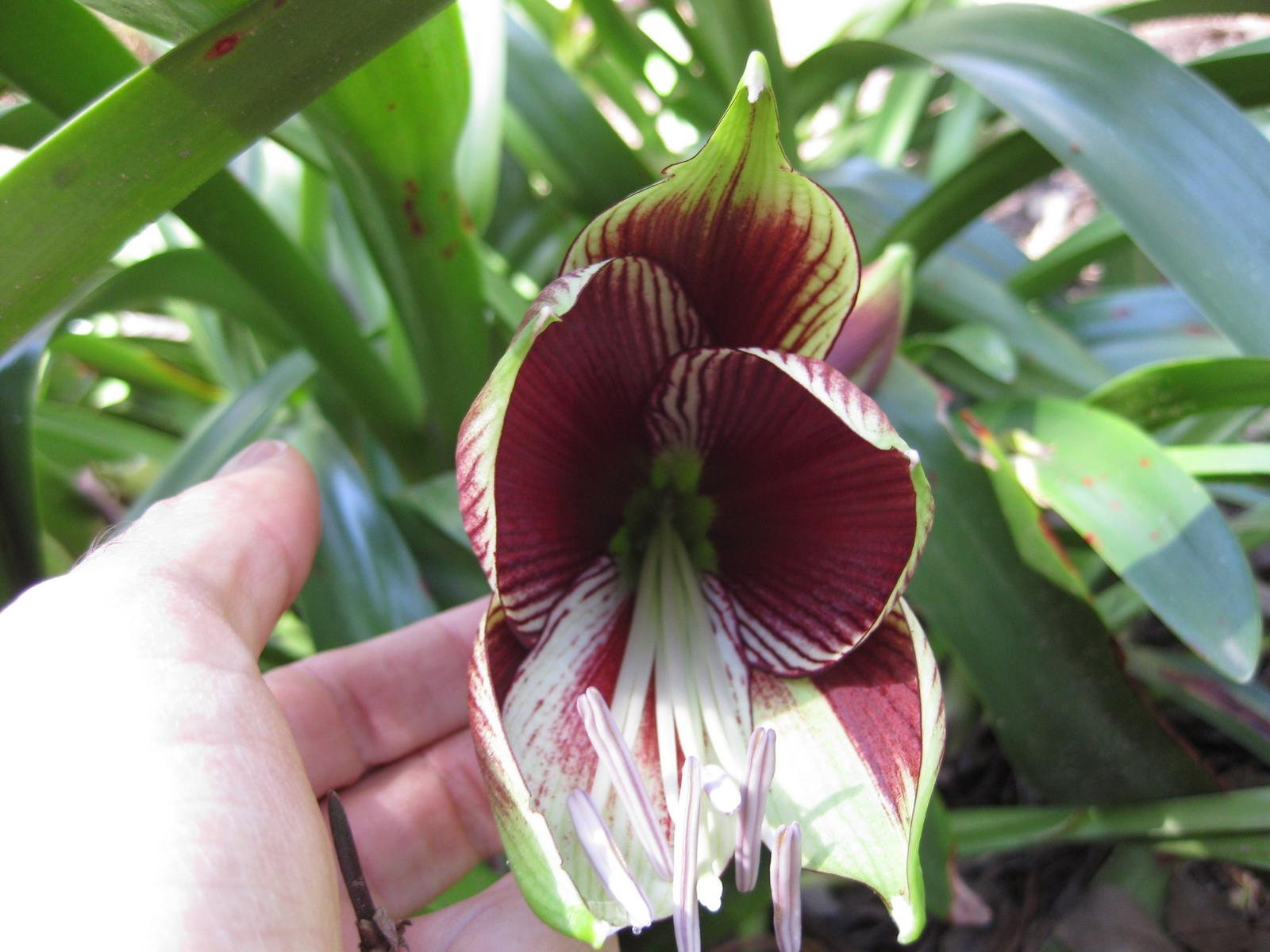
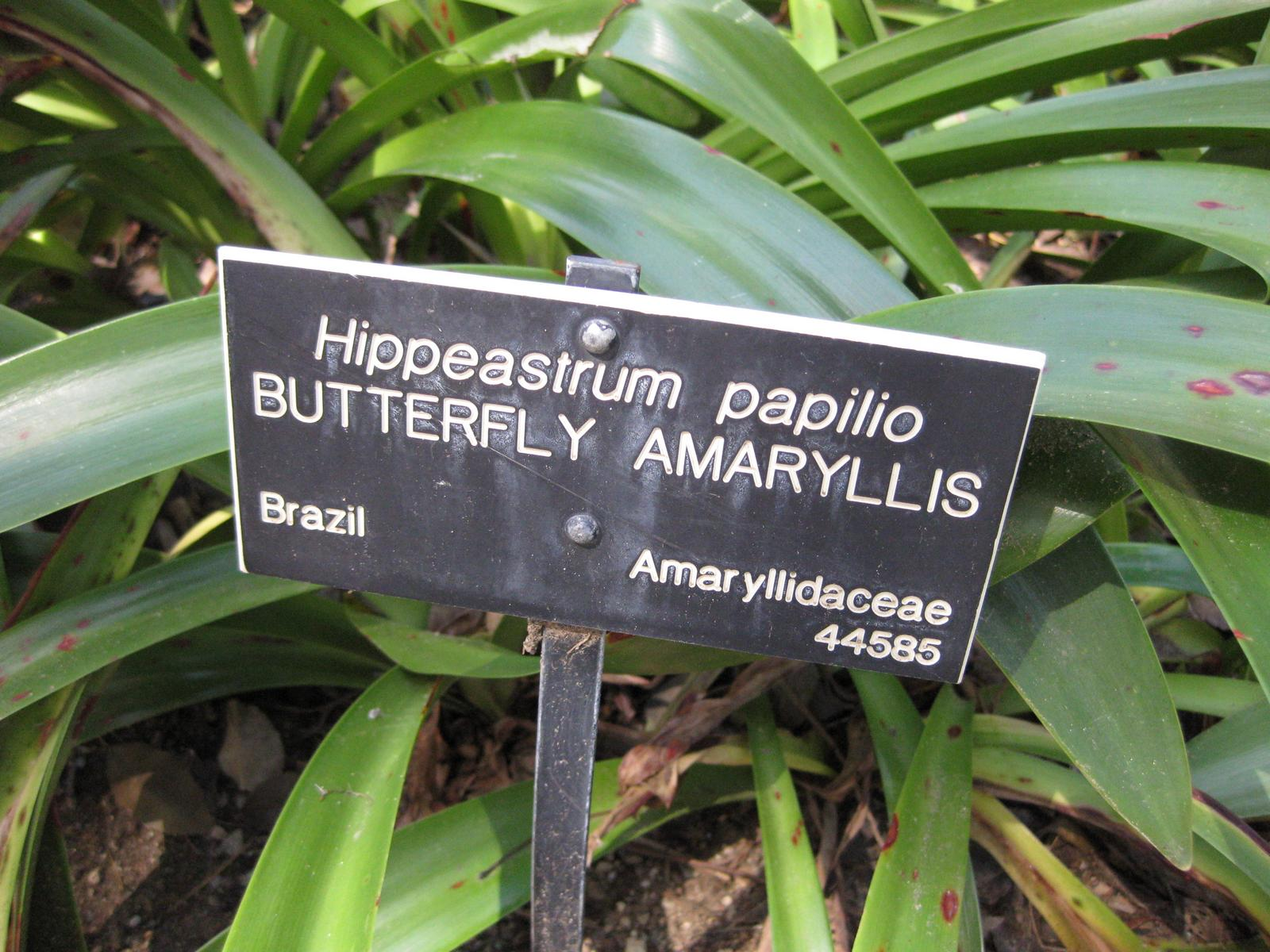